# Sposób użycia
Sposób użycia (ang. Rules of Engagement, dosł. „Zasady Zaangażowania”) – amerykański serial komediowy nadawany przez stację CBS od 5 lutego 2007 roku. W Polsce nadawany był przez TV4 od 22 czerwca 2007 roku. Od 6 stycznia 2008 przez stację Polsat. Od 4 czerwca 2010 roku jest nadawany przez Comedy Central Polska.
Telewizja TVN 7 od 16 lutego 2012 emituje pierwszy sezon polskojęzycznej wersji serialu zatytułowaną Reguły gry. 10 maja 2013 CBS anulowało serial po siedmiu sezonach.

## Opis fabuły
Serial opowiada o wyjątkowych relacjach łączących kilkoro przyjaciół. Jeff (Patrick Warburton) i Audrey (Megyn Price) są małżeństwem od 12 sierpnia 1995 roku i czują się szczęśliwi, chociaż rutyna powoli zakrada się do ich życia. Adam (Oliver Hudson) i Jennifer (Bianca Kajlich) właśnie się zaręczyli i wierzą, że wszystkie najlepsze chwile są jeszcze przed nimi. Przyjaciel Adama, Russell (David Spade), to wieczny kawaler, który ponad wszystko ceni sobie uroki życia w stanie wolnym.

## Obsada

### Główna
- Patrick Warburton jako Jeff Bingham, mąż Audrey
- Megyn Price jako Audrey Bingham z d. Curtis, żona Jeffa
- Oliver Hudson jako Adam Shannon Rhodes, narzeczony Jennifer
- Bianca Kajlich jako Jennifer Morgan-Rhodes, narzeczona Adama a w końcu (ostatniego odcinka) jego żona
- David Spade jako Russell Dunbar, playboy i kobieciarz
- Adhir Kalyan jako Timir „Timmy” Patel, asystent Russella

### Drugoplanowa
- Diane Sellers jako Doreen, kelnerka w barze The Island Diner
- Wendi McLendon-Covey jako Liz, sąsiadka Binghamów i była żona Russella
- Sara Rue jako Brenda, lesbijka i surogatka dziecka Binghamów
- Nazneen Contractor jako Suneetha, narzeczona Timmy'ego w aranżowanym małżeństwie
- Susan Yeagley jako Tracy, współpracownica Audrey i nimfomanka
- Taryn Southern jako Allison, romansowała z Timmym
- Geoff Pierson jako Franklin Dunbar, ojciec Russella
- Orlando Jones jako Brad, homoseksualny przyjaciel Jeffa i przyjaciel reszty bohaterów

## Lista odcinków
| Sezon | Sezon | Odcinki | Oryginalna emisja    | Oryginalna emisja | Oryginalna emisja   | Oryginalna emisja   | Oryginalna emisja |
| Sezon | Sezon | Odcinki | Premiera sezonu      | Finał sezonu      | Premiera sezonu     | Finał sezonu        |                   |
| ----- | ----- | ------- | -------------------- | ----------------- | ------------------- | ------------------- | ----------------- |
|       | 1     | 7       | 5 lutego 2007        | 19 marca 2007     | 22 czerwca 2007     | 3 sierpnia 2007     |                   |
|       | 2     | 15      | 24 września 2007     | 19 maja 2008      | 18 czerwca 2010     | 13 sierpnia 2010    |                   |
|       | 3     | 13      | 2 marca 2009         | 18 maja 2010      | 20 sierpnia 2010    | 1 października 2010 |                   |
|       | 4     | 13      | 1 marca 2010         | 24 maja 2010      | 1 października 2010 | 12 listopada 2010   |                   |
|       | 5     | 24      | 20 września 2010     | 19 maja 2011      | 1 listopada 2011    | 15 listopada 2011   |                   |
|       | 6     | 15      | 20 października 2011 | 17 maja 2012      | nieemitowany        | nieemitowany        |                   |
|       | 7     | 13      | 4 lutego 2013        | 20 maja 2013      | nieemitowany        | nieemitowany        |                   |